# حسن ميكري
حسن ميكري (1942 - 2019)، مغني مغربي ولد يوم 14 يوليو 1942 في مدينة وجدة وينتمي إلى عائلة لها باع طويل في الموسيقى حيث يعد واحد من فريق «الإخوان ميكري» المغربية، التي انطلق مسارها الغنائي في بداية عقد الستينات من القرن العشرين. تحديدا سنة 1962م، تأسست المجموعة من الشقيقين محمود وحسن مكري، قبل أن تلتحق بهما أختهما جليلة في عام 1966، بعد أربع سنوات، التحق بالثلاثة شقيقهم الرابع يونس، الذي استطاع في وقت قصير أن يبرُز وأن يتألق رفقتهم.

## وفاته
توفي حسن مكري صباج يوم الأحد الموافق 14 يوليو 2019، عن عمر يناهز 77 سنة بعد معاناة مع المرض. ومر ميكري، من أزمة صحية، أجبرته على دخول غرفة الإنعاش بالمستشفى. وُري جثمانه الثرى بمقبرة الشهداء بالرباط.

## جوائز وأوسمة
توج بالميدالية الذهبية الممنوحة من طرف أكاديمية “الفنون- العلوم -الآداب” بباريس، و”ميدالية الحرية العالمية” التي يمنحها المعهد الأمريكي للسيرة الذاتية (ذي أميريكان بيوغرافيكال إنستيتيوت).